# Ocidental (Barém)
Região Ocidental (em árabe: المنطقة الغربية; romaniz.: Al Mintaqah al-Gharbiyah) era uma das 12 regiões do Reino do Barém. Segundo censo de 2001, tinha 26 149 residentes. Compreendia 157 quilômetros quadrados.